# Dora and Friends
Dora and Friends (englisch Dora and Friends: Into the City!) ist eine US-amerikanische Zeichentrickserie des Fernsehsenders Nickelodeon aus den Jahren 2014 bis 2017. In der Fortsetzung der Kinderserie Dora ist das zuvor 7-jährige Mädchen Dora nun 10 Jahre alt und erlebt neue Abenteuer mit neuen Freunden.

## Inhalt
Dora, die jetzt ein 10-jähriges Mädchen ist, geht zur Schule und lebt in der Stadt Playa Verde, Kalifornien. Sie hat fünf Freunde: Kate (die Kunst liebt), Emma (die Musik liebt), Alana (die Sport und Tiere liebt), Naiya (die klug ist und gerne liest) und Pablo (der gerne Fußball spielt). Gemeinsam arbeiten Dora und ihre Freunde zusammen und erleben Abenteuer, während sie die Geheimnisse ihrer Stadt entdecken. Dora hat ein magisches Armband, das ihr hilft, Hindernisse zu überwinden, und ein Smartphone mit einer App-Version der sprechenden Karte Map aus der vorherigen Serie, um ihr zu helfen.
Die Protagonisten sind zweisprachig und unterhalten sich auf Englisch und Spanisch. Anders als in der vorhergehenden Serie verwenden sie dabei nicht nur einzelne Wörter, sondern einfache Sätze.

## Produktion und Veröffentlichung
Die Serie entstand bei Nick Jr. Productions und Nickelodeon Studios unter der Regie von George Chialtas, Allan Jacobsen und Mica Gursoy. Für den Schnitt waren Gayle M. Grech und Sandra Powers verantwortlich, für die künstlerische Leitung Emily Bernstein. Die Musik komponierten Emily Bernstein und George Gabriel.
Die insgesamt 40 Folgen wurden in zwei Staffeln ausgestrahlt. Zunächst gab es einen Pilotfilm, der die Länge von zwei Folgen hat und am 7. August 2011 auf Nickelodeon gezeigt wurde. Bei dem Sender folgten auch die weiteren Episoden. Die erste Staffel mit 18 Folgen wurde vom 18. August 2014 bis zum 5. Februar 2016 gezeigt. Die 20 Folgen der zweiten Staffel wurden vom 10. September 2015 bis zum 5. Februar 2017 erstmals ausgestrahlt.
Außer in den USA wurde die Serie auch unter anderem im Vereinigten Königreich, in Kanada, Spanien, Italien, Frankreich, Brasilien und auf den Philippinen gezeigt. Eine deutsche Fassung wurde erstmals ab dem 22. März 2015 bei Nick Jr. ausgestrahlt. Es folgten mehrere Wiederholungen beim gleichen Sender, bei Nick Austria, Nicktoons und Nickelodeon.

## Synchronisation
Die deutsche Fassung entstand bei VSI Synchron in Berlin unter der Regie von Cornelia Steiner.
| Rolle | englische Stimme               | deutsche Stimme     |
| ----- | ------------------------------ | ------------------- |
| Dora  | Fátima Ptacek                  | Luisa Wietzorek     |
| Kate  | Isabela Merced, Raquel Wallace | Friedel Morgenstern |
| Emma  | Kayta Thomas                   | Maria Hönig         |
| Alana | Ashley Earnest                 | Sarah Alles         |
| Naiya | Alexandria Suarez              | Yvonne Greitzke     |
| Pablo | Eduardo Cárdenas Aristizábal   | Henning Nöhren      |
| Map   | Marc Weiner                    | Julien Haggège      |

## Episodenliste

### Staffel 1
| Nr. (gesamt) | Nr. (Staffel) | Originaltitel               | Erstausstrahlung USA (Nickelodeon) | Deutscher Titel                     | Erstausstrahlung DE (Nick Jr.) |
| ------------ | ------------- | --------------------------- | ---------------------------------- | ----------------------------------- | ------------------------------ |
| 1            | 1             | Doggie Day                  | 18. August 2014                    | Hundetag                            | 22. März 2015                  |
| 2            | 2             | We Save A Pirate Ship!      | 22. August 2014                    | Das Piratenschiff                   | 1. April 2015                  |
| 3            | 3             | The Royal Ball              | 4. September 2014                  | Der königliche Ball                 | 5. April 2015                  |
| 4            | 4             | The Magic Ring              | 28. August 2014                    | Der verzauberte Ring                | 30. März 2015                  |
| 5            | 5             | Dance Party                 | 26. August 2014                    | Die Tanzparty                       | 31. März 2015                  |
| 6            | 6             | Magic Land!                 | 11. September 2014                 | Im Zauberland                       | 6. April 2015                  |
| 7            | 7             | Dora Saves Opera Land       | 18. September 2014                 | Dora rettet das Opernland           | 3. April 2015                  |
| 8            | 8             | Puppet Theater              | 2. Oktober 2014                    | Das Puppentheater                   | 7. April 2015                  |
| 9            | 9             | Mystery Of The Magic Horses | 24. November 2014                  | Das Geheimnis der Zauberpferde      | 25. Juni 2015                  |
| 10           | 10            | The Search For Mono         | 15. Januar 2015                    | Wir suchen Monkey                   | 2. April 2015                  |
| 11           | 11            | Buddy Race                  | 13. Februar 2015                   | Der Freundschaftswettkampf          | 22. Juni 2015                  |
| 12           | 12            | Magical Mermaid Adventure   | 20. März 2015                      | Das Meerjungfrauen-Abenteuer        | 21. Juni 2015                  |
| 13           | 13            | Puppy Princess Rescue (1)   | 15. Mai 2015                       | Die Rettung der Hundeprinzessin (1) | 23. Juni 2015                  |
| 14           | 14            | Puppy Princess Rescue (2)   | 15. Mai 2015                       | Die Rettung der Hundeprinzessin (2) | 24. Juni 2015                  |
| 15           | 15            | We Save The Music           | 12. Juni 2015                      | Wir retten die Musik                | 9. November 2015               |
| 16           | 16            | S’More Camping              | 19. Juni 2015                      | Der Campingausflug                  | 27. September 2015             |
| 17           | 17            | Dora In Clock Land          | 1. Juli 2015                       | Dora im Uhrenland                   | 8. April 2015                  |
| 18           | 18            | Trick Or Treat              | 23. Oktober 2015                   | Süßes oder Saures!                  | 20. September 2015             |
| 19           | 19            | Dragon In The School (1)    | 7. September 2015                  | Ein Drache in der Schule (1)        | 23. September 2016             |
| 20           | 20            | Dragon In The School (2)    | 7. September 2015                  | Ein Drache in der Schule (2)        | 23. September 2016             |

### Staffel 2
| Nr. (gesamt) | Nr. (gesamt) | Nr. (Staffel) | Nr. (Staffel) | Originaltitel                                     | Erstausstrahlung USA (Nickelodeon) | Deutscher Titel                   | Erstausstrahlung DE (Nick Jr.) |
| ------------ | ------------ | ------------- | ------------- | ------------------------------------------------- | ---------------------------------- | --------------------------------- | ------------------------------ |
| 21           | 21           | 1             | 1             | Kate’s Book                                       | 10. September 2015                 | Kates Buch                        | 9. Mai 2016                    |
| 22           | 22           | 2             | 2             | Return To The Rainforest                          | 18. September 2015                 | Zurück im Regenwald               | 8. April 2016                  |
| 23           | 23           | 3             | 3             | The Ballerina And The Troll Prince                | 6. November 2015                   | Die Ballerina und der Troll-Prinz | 13. Mai 2016                   |
| 24           | 24           | 4             | 4             | Community Garden                                  | 16. November 2015                  | Der Gemeindegarten                | 10. Mai 2016                   |
| 25           | 25           | 5             | 5             | Coconut Cumpleaños                                | 18. November 2015                  | Beim Kokosnusskönig               | 11. Mai 2016                   |
| 26           | 26           | 6             | 6             | Kite Day                                          | 20. November 2015                  | Drachentag                        | 12. September 2016             |
| 27           | a            | 7             | a             | Dora’s Rainforest Reunion: Return To Rainbow Rock | 25. November 2015                  | Der Ausflug zum Regenbogenbrocken | 22. April 2016                 |
| 27           | b            | 7             | b             | Dora’s Rainforest Reunion: A Swiper Emergency     | 25. November 2015                  | Swiper in Not                     | 15. April 2016                 |
| 28           | 28           | 8             | 8             | Dora’s Rainforest Reunion: Night Circus           | 25. November 2015                  | Nachtausflug in den Zirkus        | 15. April 2016                 |
| 29           | 29           | 9             | 9             | The Princess And The Kate                         | 8. Januar 2016                     | Die Prinzessin und Kate           | 16. September 2016             |
| 30           | 30           | 10            | 10            | Gymnastics Tournament Of Light                    | 22. Januar 2016                    | Der Lichter-Turnwettkampf         | 12. Mai 2016                   |
| 31           | 31           | 11            | 11            | Soccer Chef                                       | 8. Februar 2016                    | Das Fußball-Rezept                | 13. September 2016             |
| 32           | 32           | 12            | 12            | Emma’s Violin                                     | 9. Februar 2016                    | Emmas Geige                       | 14. September 2016             |
| 33           | 33           | 13            | 13            | Kate Gives Puppets A Hand                         | 10. Februar 2016                   | Kate und die Puppen               | 15. September 2016             |
| 34           | 34           | 14            | 14            | For The Birds                                     | 11. Februar 2016                   | Emma und der Vogel                | 16. September 2016             |
| 35           | 35           | 15            | 15            | The Lost Necklace                                 | 25. September 2016                 | Die verschwundene Halskette       | 11. November 2016              |
| 36           | 36           | 16            | 16            | Kate And Quacker                                  | 25. September 2016                 | Kate und Quacki                   | 18. November 2016              |
| 37           | 37           | 17            | 17            | A Sockin’ Good Party                              | 20. November 2016                  | Die große Sockenparty             | 2. Dezember 2016               |
| 38           | 38           | 18            | 18            | Alana’s Food Truck                                | 20. November 2016                  | Alanas Imbisswagen                | 16. Dezember 2016              |
| 39           | 39           | 19            | 19            | Shivers The Snowman                               | 4. Dezember 2016                   | Schlotter, der Schneemann         | 9. Dezember 2016               |
| 40           | 40           | 20            | 20            | The Bridge To Caballee                            | 5. Februar 2017                    | Die Brücke nach Caballee          | 25. November 2016              |

## Rezeption
In der neuen Serie sei Dora nun erwachsener geworden, so die Los Angeles Times. Die Wildnis und Verrücktheit der 7-Jährigen habe man hinter sich gelassen. Nur selten treten noch sprechende Tiere auf und dann sorgfältig erklärt. An ihre Stelle sind die Freundinnen getreten. Eine belebende Veränderung sei die in den Folgen häufig zu hörende, lateinamerikanisch beeinflusste Musik. Der Fokus auf Problemlösung und Zweisprachigkeit sei erfreulicherweise beibehalten worden.